# Pomnik Fryderyka Chopina w Ogrodzie Luksemburskim
Pomnik Fryderyka Chopina w Ogrodzie Luksemburskim – pomnik polskiego pianisty i kompozytora Fryderyka Chopina (1810–1849) znajdujący się w Ogrodzie Luksemburskim w Paryżu.
Wzniesiony został w 1901 z inicjatywy muzyków F.-Henry Peru i Jules Masseneta, a jego autorem był Georges Dubois. Popiersie zniknęło podczas II wojny światowej. Nowe popiersie autorstwa Bolesława Syrewicza ustawiono w 1999.
Pomnik składa się z granitowego cokołu, na którym znajduje się brązowe popiersie artysty. Pomnik posiada napis: A Frédéric Chopin 1810-1849.

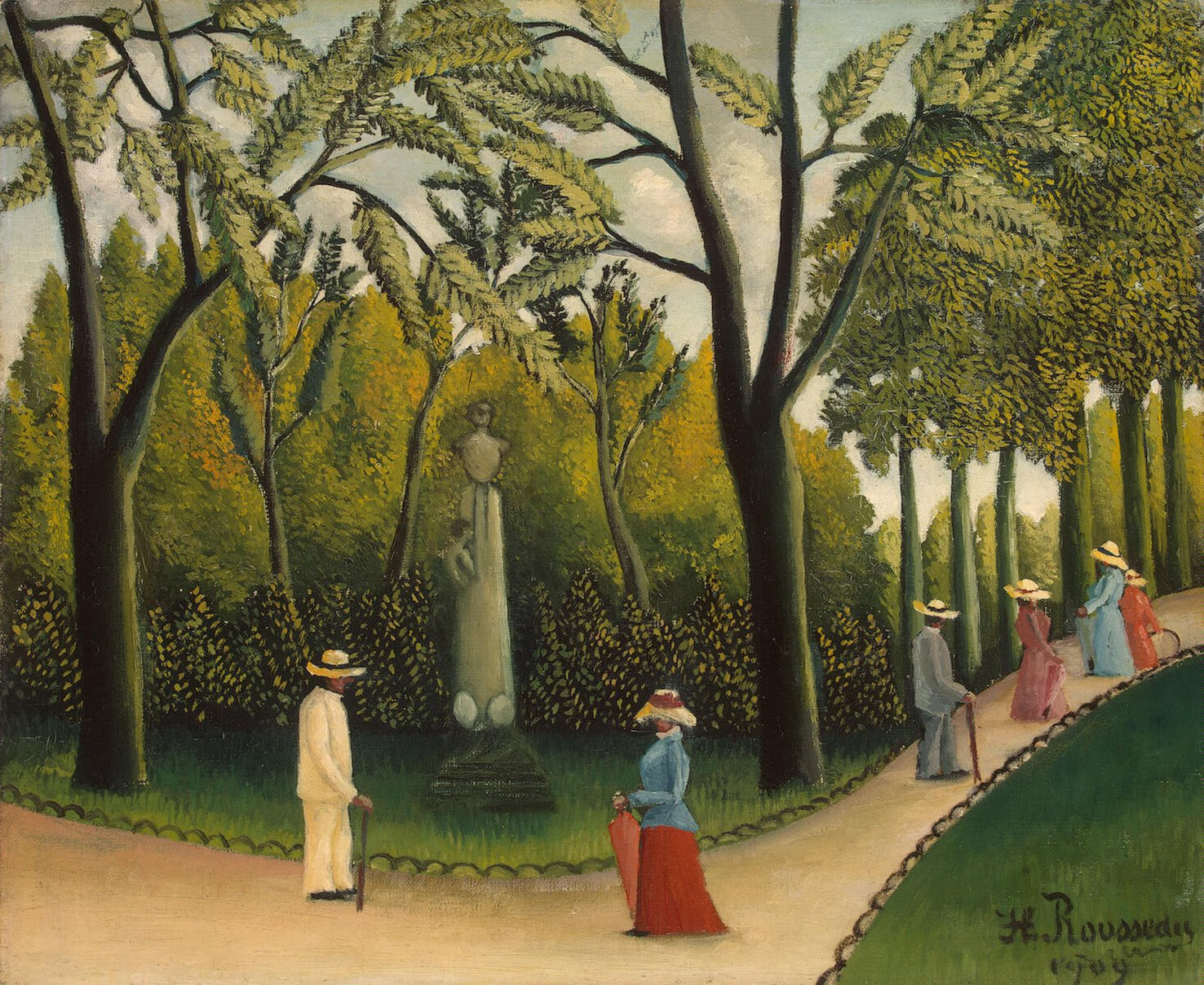
Obraz Henri Rousseau

Henri Rousseau namalował obraz pomnika George'a Dubois.

### Literatura dodatkowa
- Mieczysław Idzikowski, Bronisław Edward Sydow, Zbigniew Drzewiecki: Portret Chopina : antologia ikonograficzna. T. 10. Kraków: Polskie Wydawnictwo Muzyczne, 1963, seria: Biblioteka Chopinowska. Brak numerów stron w książce